# Llista d'espècies de gnafòsids

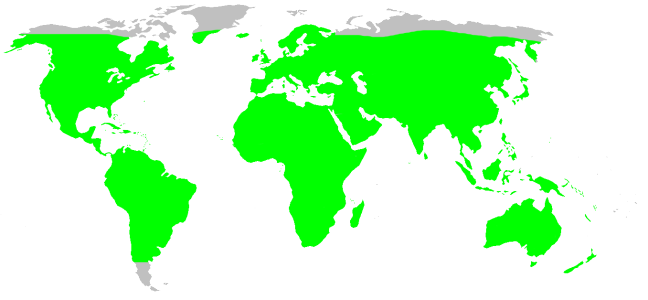
Distribució dels gnafòsids

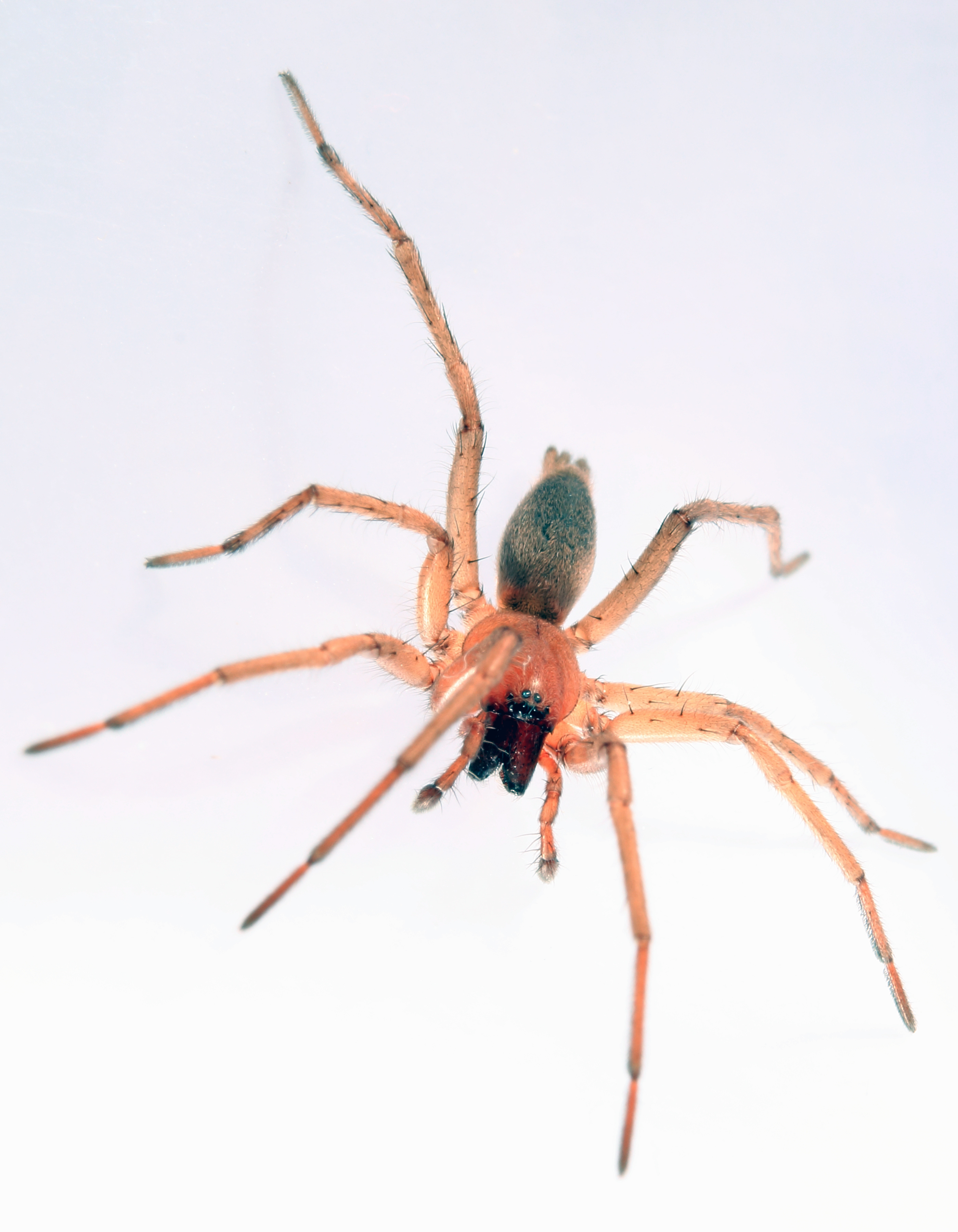
Drassodes lapidosus

Llista d'espècies de gnafòsids (Gnafosidae), una extensa família d'aranyes araneomorfes d'hàbits nocturns. És una família amb una àmplia distribució per tot el món i una important presència en el Mediterrani oriental. En aquest llistat hi ha la informació recollida fins al 20 de novembre de 2006, amb 116 gèneres i 1.975 espècies citades. Zelotes és el gènere més nombrós, amb 352 espècies, seguit de Drassodes amb 172 i Gnaphosa amb 135 espècies.
Degut a l'extensió del llistat aquest s'ha dividit en 4 articles d'una mida més assequible, seguint l'ordre alfabètic:
1. Llista d'espècies de gnafòsids (A-D)
2. Llista d'espècies de gnafòsids (E-M)
3. Llista d'espècies de gnafòsids (N-S)
4. Llista d'espècies de gnafòsids (T-Z)